# Ara erythrura
L'ara gialloblu codarossa (Ara erythrura Rothschild, 1907) è un'ipotetica specie estinta di pappagallo originaria della Giamaica o della Martinica. L'esistenza di questa specie venne ipotizzata da Walter Rothschild nel 1907, ma secondo James Greenway il taxon Ara erythrura, se davvero fosse esistito, andrebbe considerato come sinonimo dell'ara della Martinica. Lo stesso studioso ricontrollò con cura la descrizione della specie fatta da Rothschild, basata su un rapporto di Rochefort (1658), e la valutò non attendibile, dato che Rochefort non visitò mai la Giamaica, ma «sembra aver raccolto solamente le sue testimonianze da Du Tertre».